# Олдридж, Джон
Джон О́лдридж (англ. John William Aldridge; род. 18 сентября 1958 год, Ливерпуль, Англия, Великобритания) — ирландский футболист, нападающий, наиболее известный по выступлениям за «Ливерпуль» и сборную Ирландии. Один из самых талантливых форвардов своего поколения. Первый игрок, удар которого с пенальти в финале Кубка Англии был парирован.
Его результат, 330 голов в лиге, является 6-м показателем за всю историю английского футбола.

## Карьера

### Начало карьеры
В течение долгого времени Олдо не попадал в поле зрения скаутов профессиональных клубов, выступая за любительскую команду «Саут Ливерпуль». Свой первый профессиональный контракт он подписал 2 мая 1979 с валлийским клубом «Ньюпорт Каунти». Выступая за этот клуб, Олдридж добился впечатляющего показателя — 78 голов в 198 встречах, при этом он помог команде из Четвёртого дивизиона добраться до четвертьфинала Кубка кубков. В сезоне 1983/84 Джон забил 26 голов уже к февралю.
21 марта 1984 Олдридж присоединился к «Оксфорд Юнайтед», тогда выступавшему в Третьем дивизионе. Дебют Олдо состоялся 7 апреля, а свой первый гол он забил 20 апреля в матче, завершившемся разгромом «Болтона» со счётом 5:0. В следующем сезоне, который команда начала уже во Втором дивизионе, он составил ударную связку с Билли Хэмилтоном и стал первым за 19 лет игроком, который достиг в первенстве Второго дивизиона планки в 30 забитых мячей за сезон, побив заодно клубный рекорд по количеству голов за сезон.
На будущий год «Оксфорд Юнайтед» выступал уже в Первом дивизионе. В кампании в Кубке лиги 1985/86 годов Олдридж забил 6 мячей и помог команде выиграть её единственный «большой» трофей — в финале на «Уэмбли» «Оксфорд» обыграл «Куинз Парк Рейнджерс» со счётом 3:0. До сих пор Олдридж почитается болельщиками «Оксфорда» как один из величайших игроков клуба, одним из творцов его успеха, пришедшегося на 1984—1986 годы. За эту команду в 141 матче Джон забил 90 голов, причём в 17 матчах Кубка лиги он смог отличиться 14 раз. Один раз он отметился покером (24 сентября 1986 в матче против «Джиллингема») и ещё трижды забивал по три гола в матче.

### «Ливерпуль»
Менеджер «Ливерпуля» Кенни Далглиш подписал Олдриджа за 750 000 фунтов 27 января 1987 года. Джон рассматривался в качестве замены Иану Рашу, который по окончании сезона собирался покинуть команду. Олдридж дебютировал в «Ливерпуле» в матче на Вилла-Парк 21 февраля 1987 года, выйдя на замену Крэйгу Джонстону; этот матч завершился вничью 2:2. А первый мяч за «красных» Джон забил неделю спустя — он вышел на поле «Энфилда» на 60-й минуте встречи против «Саутгемптона» и забил гол, который позволил «Ливерпулю» победить 1:0.
В лице Олдриджа клуб действительно получил достойную замену Рашу — вместе с другими новичками Питером Бирдсли и Джоном Барнсом Джон составил атакующие трио, которое может считаться одним из лучших в истории «Ливерпуля». В свой первый полный сезон на «Энфилде» Олдридж забил 26 голов, причём он поражал ворота соперников в каждом из первых 9 матчей чемпионата. В итоге в кампании «Ливерпуль» проиграл только дважды, выдав по ходу сезона беспроигрышную серию из 29 матчей, и взял чемпионский титул. Однако оформить «дубль» команде не удалось — в финале Кубка Англии «красные» неожиданно уступили «Уимблдону».
Несмотря на то, что следующим летом в команду вернулся Раш, не сумевший освоиться в «Ювентусе», Далглиш решил выпускать обоих форвардов, игравших в весьма схожей манере, вместе. Хотя многие ждали, что Раш вытеснит Олдриджа из состава, именно Джон проводил на поле бо́льшую часть времени. 15 апреля 1989 года в полуфинальном матче на Кубок Англии между «Ливерпулем» и «Ноттингем Форест», который проводился на стадионе «Хиллсборо», произошла трагедия. В результате этой катастрофы погибло 96 болельщиков «Ливерпуля», среди которых было много детей и подростков, сотни людей получили травмы. Матч пришлось отменить, команда и жители Ливерпуля пребывали в состоянии шока. Олдридж посетил множество людей, оказавшихся в больницах, и сходил на похороны каждого человека, погибшего в давке.
В переигровке матча на «Олд Траффорд» Джон забил два гола, которые позволили «Ливерпулю» выиграть со счётом 3:1 и выйти в финал. Кубок Англии «красные» выиграли у «Эвертона» со счётом 3:2, однако дубль в сезоне сделать снова не удалось. На этот раз последний удар сезона в исполнении Майкла Томаса принёс «Арсеналу» победу на «Энфилде» со счётом 2:0, а вместе с ней и чемпионский титул.

### Сборная Ирландии
За сборную провёл 69 матчей и забил 19 мячей (из них 8 — в ворота сборной Латвии). Дебютировал в возрасте 27 лет 26 марта 1986 года на «Лэнсдаун Роуд» в игре против Уэльса (0:1). Это игра стала также дебютом на тренерском мостике для Джека Чарльтона. В майке сборной принял участие в трёх крупных турнирах: Евро 1988, мира 1990 и 1994. Последний гол за сборную забил в возрасте 37 лет в октябре 1995 года.

## Жизнь вне футбола
С 2008 года Джон вместе с Вегардом Хеггемом и Эриком Мейером является патроном полу-профессионального клуба АФК «Ливерпуль», который создан болельщиками «Ливерпуля» в качестве альтернативы для тех фанов «красных», которые не могут позволить себе посещать матчи на «Энфилде» еженедельно. В сезоне 2008/09 эта команда выступала в Первом дивизионе лиги Северо-западных графств (10 уровень системы футбольных лиг Англии).

## Достижения

### Командные
«Ньюпорт Каунти»
- Обладатель Кубка Уэльса (1979/80)

«Оксфорд Юнайтед»
- Чемпион Третьего дивизиона Англии (1983/84)
- Чемпион Второго дивизиона Англии (1984/85)
- Обладатель Кубка Футбольной лиги (1985/86)

«Ливерпуль»
- Чемпион Англии (1987/88)
- Обладатель Кубка Англии (1989)
- 2× Обладатель Суперкубка Англии (1988, 1989)
- Финалист Кубка Футбольной лиги (1986/87)
- Финалист Кубка Англии (1988)
- 2× Вице-чемпион Англии (1986/87, 1988/89)

«Транмир Роверс»
- Финалист Кубка Футбольной лиги (1999/00) в качестве главного тренера

### Индивидуальные
- Лучший бомбардир Первого дивизиона Англии (1-й уровень) (1987/88)
- 2× Лучший бомбардир Первого дивизиона Англии (2-й уровень) (1994/95, 1995/96)
- Лучший бомбардир Второго дивизиона Англии (2-й уровень) (1984/85)
- 2× Игрок символической сборной года Первого дивизиона Англии(2-й уровень) (1992/93, 1994/95)
- 2× Игрок символической сборной года Второго дивизиона Англии (2-й уровень) (1984/85, 1991/92)
- 2× Гол сезона от Match of the Day (1988, 1989)